# Epona (The Legend of Zelda)
Epona (エポナ?) è una cavalla immaginaria nella serie di videogiochi The Legend of Zelda.  In gran parte dei titoli in cui è apparsa, Link, il protagonista della serie, la può chiamare suonando l'Epona's Song e usarla come mezzo di trasporto.
Il nome deriva dall'antica divinità celtica, poi romana, Epona  (dal latino: Epona,ae f.), protettrice di cavalli ed asini.

## Apparizioni
- Ocarina of Time - 1998 (Nintendo 64)

In Ocarina of Time Link incontra Epona da bambino al Lon Lon Ranch e Malon gli insegna l'Epona's Song. Quando Link diventa adulto il Lon Lon Ranch è controllato da Ingo che vuole dare Epona a Ganondorf. Link suona l'Epona song e la cavalla diventa docile e si lascia cavalcare, così Link e Ingo fanno una corsa a cavallo e, quando Link vince, Ingo lo sfida ad un'altra corsa scommettendo Epona. Con la vittoria di Link, Ingo gli dà Epona ma chiude i cancelli del Ranch; Epona però riesce a saltare fuori e così Link può usarla come mezzo di trasporto quando vuole chiamandola con l'Epona Song.
- Majora's Mask - 2000 (Nintendo 64)

In Majora's mask Link cavalca Epona all'inizio del gioco quando lo Skull Kid gli ruba l'ocarina e scappa con la cavalla. Quando Link raggiunge lo Skull Kid, gli dice che si è sbarazzato di Epona perché non ascoltava niente di ciò che gli diceva. Link la ritrova nel Romani Ranch a Termina dove, se ci va il primo giorno, Romani gli insegna l'Epona's Song e gli ridà la cavalla se l'aiuta a sventare l'attacco degli alieni.
- Oracle of Ages/Oracle of Seasons - 2001 (Game Boy Color)

Nell'introduzione di Oracle of Ages e Oracle of Seasons Link cavalca un cavallo, il cui nome non viene indicato, simile ad Epona.
- The Wind Waker - 2002 (GameCube)

Nell'introduzione che parla delle gesta dell'Eroe del Tempo si vede Link di Ocarina of Time che cavalca Epona.
- Four Swords Adventures - 2004 (GameCube)

In Four Swords Adventures i quattro Link prendono i cavalli in La Piana.
- The Minish Cap - 2004 (Game Boy Advance)

In The Minish Cap Epona si trova nel Borgo del castello con Malon ma non può essere cavalcata.
- Twilight Princess - 2006 (GameCube/Wii)

In Twilight Princess Epona appare presto nel gioco, ma, quando il villaggio viene attaccato da King Bulblin, scompare e Link la ritrova più avanti nel Kakariko Village. Link può chiamare Epona con l'Horse Grass, successivamente con il Fischietto d'argilla, e mentre è in forma di lupo può parlare con lei. Epona è l'unico animale o persona nel gioco in grado di riconoscere Link anche se questi è trasformato.
- Breath of the Wild - 2017 (Nintendo Switch)

In Breath of the Wild Epona appare solamente se si è in possesso della statuetta amiibo di Link. Una volta collocata la statuetta sopra il modulo NFC della console, Epona apparirà davanti a noi.

### Fuori dalla serie principale
- Link's Crossbow Training - 2007 (Wii)

### Fuori dalla serie
- Super Smash Bros. Brawl - 2008 (Wii)